# Jezioro Biezdruchowskie
Jezioro Biezdruchowskie (Biezdruchowo) – jezioro polodowcowe znajdujące się w granicach administracyjnych Pobiedzisk, w północnej części miasta, na północny zachód od Rynku.
Powierzchnia jeziora, według różnych źródeł wynosi 43 lub  48,8 ha.
Bezpośrednio nad akwen schodzi od zachodu ul. Na Stoku. Na wschodnim brzegu mieści się kąpielisko miejskie, przy południowym – Stadion Miejski MKS "Huragan". Jezioro jest akwenem wędkarskim. Przez jezioro przepływa rzeka Główna i rozpoczyna się tutaj szlak kajakowy Puszcza Zielonka. W północnej części jeziora znajduje się wyspa.